# Onieżskij
Onieżskij (ros. Онежский) – osiedle w Rosji, w Karelii, w rejonie pudoskim. W 2021 liczyło 221 mieszkańców.